# Philorhizus atlanticus
Philorhizus atlanticus es una especie de escarabajo de la familia Carabidae.

## Distribución geográfica
Es endémica de las islas Canarias (España).